# France 3 Estuaire
France 3 Estuaire est une ancienne antenne régionale de France 3, créée le 22 octobre 1990. Filiale de France 3 Pays de la Loire, elle était basée à Nantes et émettait sur une large partie du département de la Loire-Atlantique, ainsi que sur la Vendée ou du Maine-et-Loire.
Sur une durée de 7 minutes, elle produisait et diffusait à 19 h 15, au cœur du journal régional du 19/20, des reportages, des bulletins météorologiques et des flashs d'information locale essentiellement consacrés à l'actualité autour l'estuaire de la Loire, c'est-à-dire les agglomérations nantaise et nazairienne.
Ce type de décrochage local n'étant pas diffusé aux abonnés des différentes Box TV, la direction nationale de France 3 prit alors la décision de les supprimer. France 3 Estuaire cessa donc d'émettre le 30 juin 2017.